# Piégut-Pluviers
Piégut-Pluviers, okzitanisch Puei 'gut e Pluviers, ist eine französische Gemeinde mit 1178 Einwohnern (Stand 1. Januar 2022) im Département Dordogne in der Region Nouvelle-Aquitaine (vor 2016: Aquitanien). Sie gehört zum Arrondissement Nontron und zum Kanton Périgord Vert Nontronnais. Zuständiger Gemeindeverband ist die Communauté de communes du Périgord Nontronnais. Die Einwohner werden Piégutains bzw. Piégutaines genannt.

## Etymologie
Der Ort hieß in gallorömischer Zeit «Podium Acutum». Die lateinische Bezeichnung wandelte sich dann über «Puy-Agu» (spitze Bergkuppe) schließlich zu «Piégut».

## Geographie

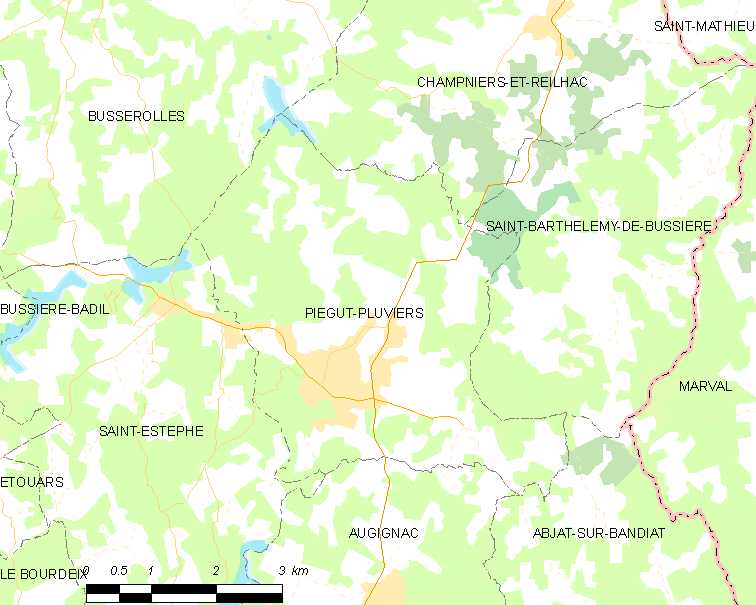
Lagekarte von Piégut-Pluviers

Die Gemeinde Piégut-Pluviers liegt 45 Kilometer von Angoulême und 65 Kilometer von Périgueux entfernt.
Folgende 6 Nachbargemeinden umgeben das Gemeindegebiet von Piégut-Pluviers:
| Busserolles   | Champniers-et-Reilhac                       | Saint-Barthélemy-de-Bussière |
| Saint-Estèphe | Kompassrose, die auf Nachbargemeinden zeigt |                              |
| Saint-Estèphe | Augignac                                    | Abjat-sur-Bandiat            |

Im Gemeindegebiet liegen zahlreiche Ortsteile, Weiler, isolierte Höfe, Mühlen und Geländepunkte wie beispielsweise Bois de Puyrocher, Bost Gaillou, Cabaniers, Château de Puyrazeaud, Chez Noyer, La Bonnefond, La Domèze, La Folie, La Lègue, La Maison Blanche, La Malignie, La Noche, La Nosilière, La Renaudie, La Tricherie, La Vigne, Lascaud, Lauterie, Le Cluzeau, Le Moulin de Chez Noyer, Les Champs Fleuris, Les Granges, Les Touilles, Luclas, Montagut, Pluviers, Prieuraud, Puygaud, Soulagnieux, Tous Vents und Villefaix.
Der topographisch tiefste Punkt mit 216 Meter liegt am Trieux im Nordosten, der höchste Punkt mit 310 Meter befindet sich südlich von Cabaniers im Westen. Die absolute Höhendifferenz beträgt 94 Meter. Der Ortskern von Piégut liegt auf 283 Metern, Pluviers auf 268 Metern Meereshöhe.

### Verkehrsanbindung
Über die D 675 ist die Gemeinde Piégut-Pluviers mit Nontron im Süden und Saint-Mathieu im Département Haute-Vienne weiter im Norden verbunden. Ferner kreuzt die D 91 von Marval nach dem weiter westlich im Département Charente gelegenen Montbron. Die D 91 E3 verbindet sie mit Le Bourdeix im Südwesten.

### Fernwanderweg
Der Fernwanderweg GR 4 von Royan nach Grasse durchzieht von Busserolles kommend den Westen des Gemeindegebiets, um dann nach Saint-Estèphe überzuwechseln.

### Bodenbedeckung

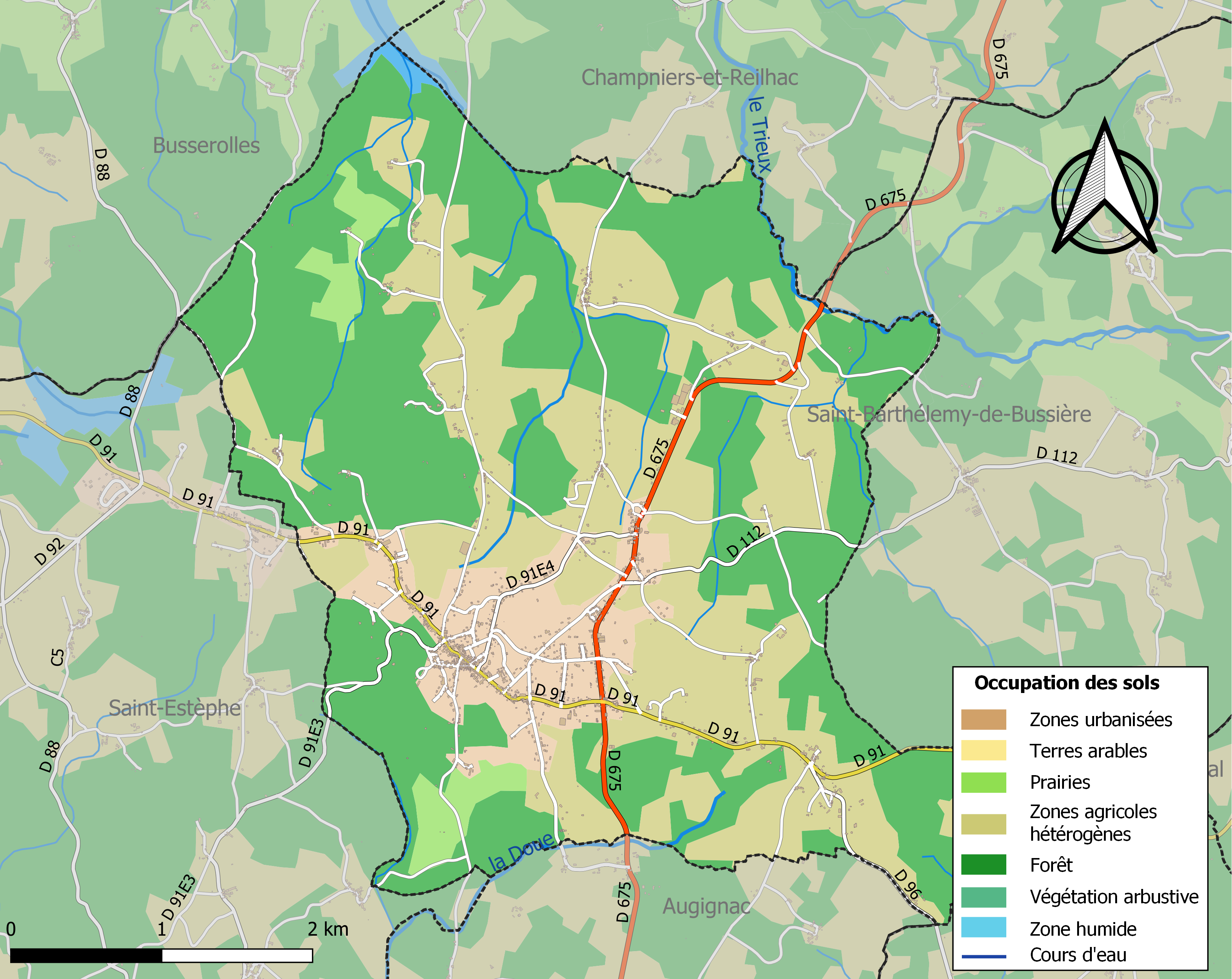
Bodenbedeckung in Piégut-Pluviers

Die Bodenbedeckung der Gemeinde Busserolles schlüsselt sich im Jahr 2018 gemäß der europäischen Datenbank CORINE Land Cover (CLC) wie folgt auf:
- Wälder – 49,8 %
- heterogene landwirtschaftliche Nutzung – 37,2 %
- Wiesen – 2,8 %
- städtebaulich beansprucht – 9,8 %
- Wasserläufe – 0,4 %.

Wälder und seminaturelle Ländereien standen 2018 im Vordergrund. Sie waren mit 49,8 % gegenüber 1990 (49,2 %) nur minimal angewachsen.

## Klima
Die Gemeinde Piégut-Pluviers besitzt ein abgeschwächtes ozeanisches Klima, das sich durch folgende Parameter auszeichnet:
| Klimaparameter im Zeitraum 1971–2000 - Jahresmittel: 11,5 °C - Anzahl der Tage unter −5 °C: 1,8 - Anzahl der Tage oberhalb 30 °C: 4,8 - Maximum im Tages-Temperaturunterschied: 14,8 °C - Jahresniederschlag: 1029 mm - Niederschlagstage im Januar: 12,4 - Niederschlagstage im Juli: 7,7 |

Durch den Klimawandel zeichnen sich Erhöhungen im Jahresmittel ab, die sich bereits auch bemerkbar machen. So ist beispielsweise an der 50 Kilometer entfernten Wetterstation am Flughafen von Limoges-Bellegarde das langjährige Jahresmittel von 11,2 °C für 1971–2000 über 11,4 °C für 1981–2010 auf 11,8 °C für 1991–2020 angestiegen – ein Zuwachs um 0,6 °C innerhalb von 20 Jahren.

## Hydrographie

Hydrographische Karte von Piégut-Pluviers

Das Gemeindegebiet durchqueren bzw. berühren drei Flussläufe. Der Ruisseau de l'Étang Grolhier und der Trieux entwässern beide nach Nordwesten. Der zentral gelegene und anfangs nach Norden abfließende Ruisseau de l'Étang Grolhier ist in mehrere Seitenarme verzweigt. Der Trieux bildet die Nordostgrenze zu den Gemeinden Champniers-et-Reilhac und Saint-Barthélemy-de-Bussière. Sein linker Seitenarm entwässert den Osten des Gemeindegebiets. Entlang der Südgrenze zu Augignac verläuft die Doue in westlicher bis südwestlicher Richtung. Im äußersten Südosten südlich von Puyrazeau drainiert ein kleiner Wasserlauf bereits nach Süden in Richtung Bandiat. Auch die Doue ist ein rechter Nebenfluss des Bandiats. Folglich quert die Wasserscheide zwischen Tardoire und Bandiat die Gemeinde in westlicher bis nordwestlicher Richtung – sie folgt hierbei in etwa dem Verlauf der D 91.
Es sind unzählige kleinere, künstlich angelegte Weiher und Stauseen vorhanden; der größte unter ihnen, der Étang Grolhier, ist ein Vogelschutzgebiet. Er wird vom Ruisseau de l'Étang Grolhier gespeist.
Der Trieux ist ein linker Nebenfluss der Tardoire und gehört somit zum Flusssystem der Charente – wie auch der Bandiat.
Das Entwässerungsnetz der Gemeinde Piégut-Pluviers besitzt eine Gesamtlänge von 27 Kilometer.

## Geologie

Geologische Karte von Piégut-Pluviers

Das Gemeindegebiet von Piégut-Pluviers wird in seiner Gesamtheit vom oberkarbonischen Piégut-Pluviers-Granodiorit unterlagert, der hier vorwiegend mit seiner grobkörnigen Normalfazies γ3M auftritt. Dieses rund 250 Quadratkilometer große Granodioritmassiv wurde nach seiner Typlokalität Piégut-Pluviers benannt. Seine feinkörnige Fazies fγ3M erscheint in kleinen, isolierten Vorkommen bei Lauterie, Luclas, Montagut und Villefaix.
Mehrere aushaltende Störungen durchziehen den Granodiorit. Ihre typisch variszischen Streichrichtungen bilden ein konjugiertes System aus Nordnordwest und Nordnordost zuzüglich der Ost-Richtung.
Denselben Richtungen folgen auch Gänge aus Mikrogranit (μγ) bei La Lègue, Les Granges und Tous Vents (Nordnordost) und im äußersten Südwesten südlich von Prieuraud (Nordnordwest). Die Mikrogranitgänge bei La Noche und östlich von Pluviers streichen Nord. Am nördlichen Ende des Steinbruchs von Piégut steht ein äußerst seltener, Nordnordost-streichender Lamprophyrgang an – bisher der einzige Fund im Granodiorit.
Der Granodiorit war ehemals ein sehr begehrter, dekorativer Baustein für Tür- und Fensterstürze und wurde im Steinbruch von Piégut und von Lacaujamet (Gemeinde Saint-Estèphe) abgebaut. Mittlerweile sind diese Aktivitäten jedoch zum Erliegen gekommen.

## Ökologie

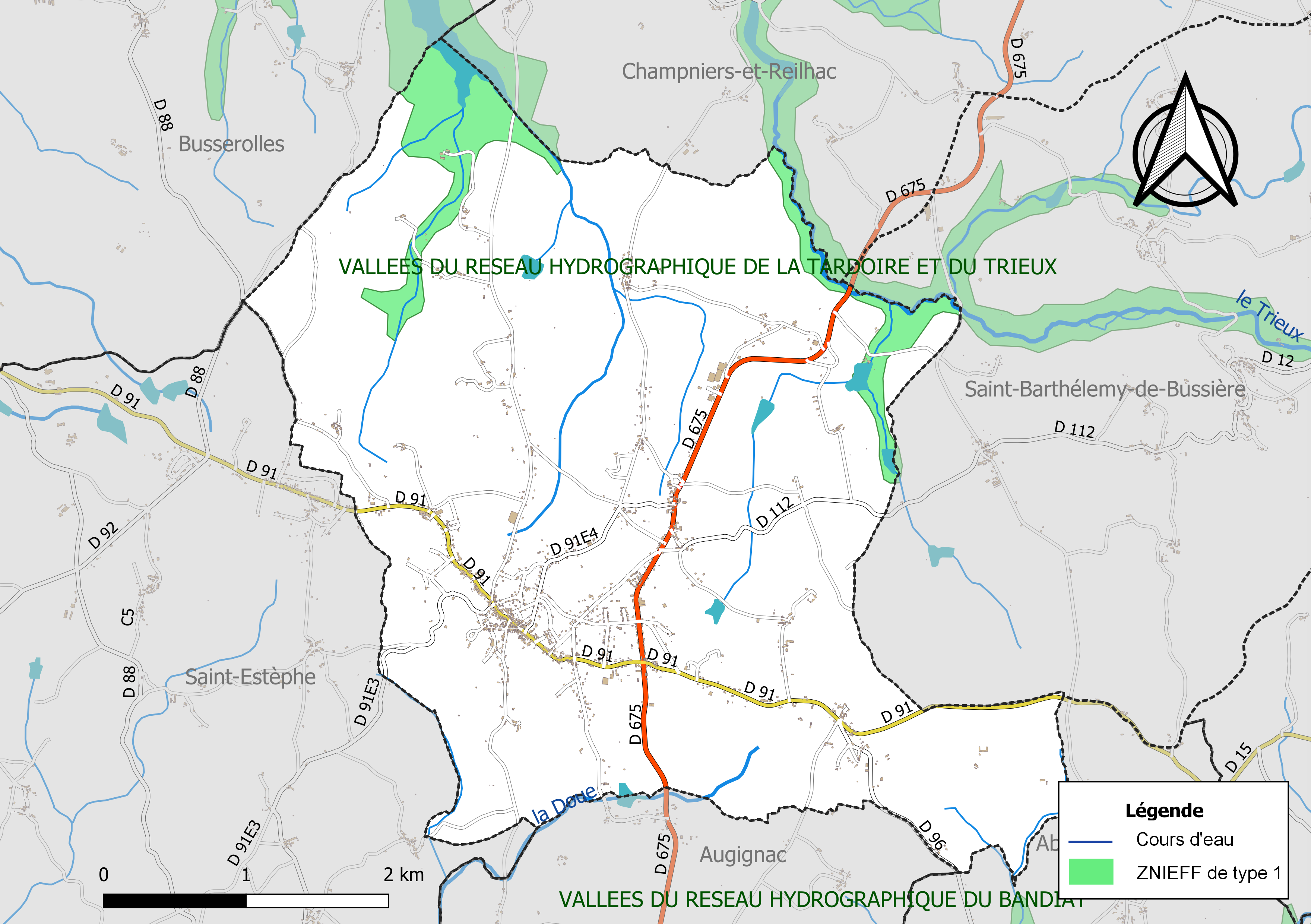
Schutzgebiete des Typus 1

### Naturpark
Die Gemeinde Piégut-Pluviers ist seit 1998 (und neu bestätigt im Jahr 2011) Teil des Regionalen Naturparks Périgord-Limousin.

### Schutzgebiete
Die Talungen des Trieux und seines linken Seitenarms im Nordosten der Gemeinde und des Ruisseau de l'Étang Grolhier im Nordwesten bilden eine ökologische Schutzzone des kontinentalen Typus 1, die im Französischen als ZNIEFF – zone naturelle d'intérêt écologique, faunistique et floristique bezeichnet wird. Sie gehört zu den « Vallées du réseau hydrographique de la Tardoire et du Trieux » (Täler des hydrographischen Netzwerks von Tardoire und Trieux), die sich durch ihre bemerkenswerte Flora und ihre Wassergüte auszeichnen. Unter den rund 40 Pflanzenarten werden vier Taxa als charakteristisch erachtet: Moschuskraut (Adoxa moschatellina), Gefingerter Lerchensporn (Corydalis solida), Wiesenrauten-Muschelblümchen (Isopyrum thalictroides) und Atlantisches Hasenglöckchen (Hyacinthoides non-scripta).
Im Norden von Pluviers teilen sich die Gemeinden Piégut-Pluviers (zirka 7,5 Hektar), Champniers-et-Reilhac (zirka 4,2 Hektar) und Busserolles (zirka 10,7 Hektar) den Étang Grolhier, der seit 1979 als site naturel inscrit unter Naturschutz steht.

## Geschichte

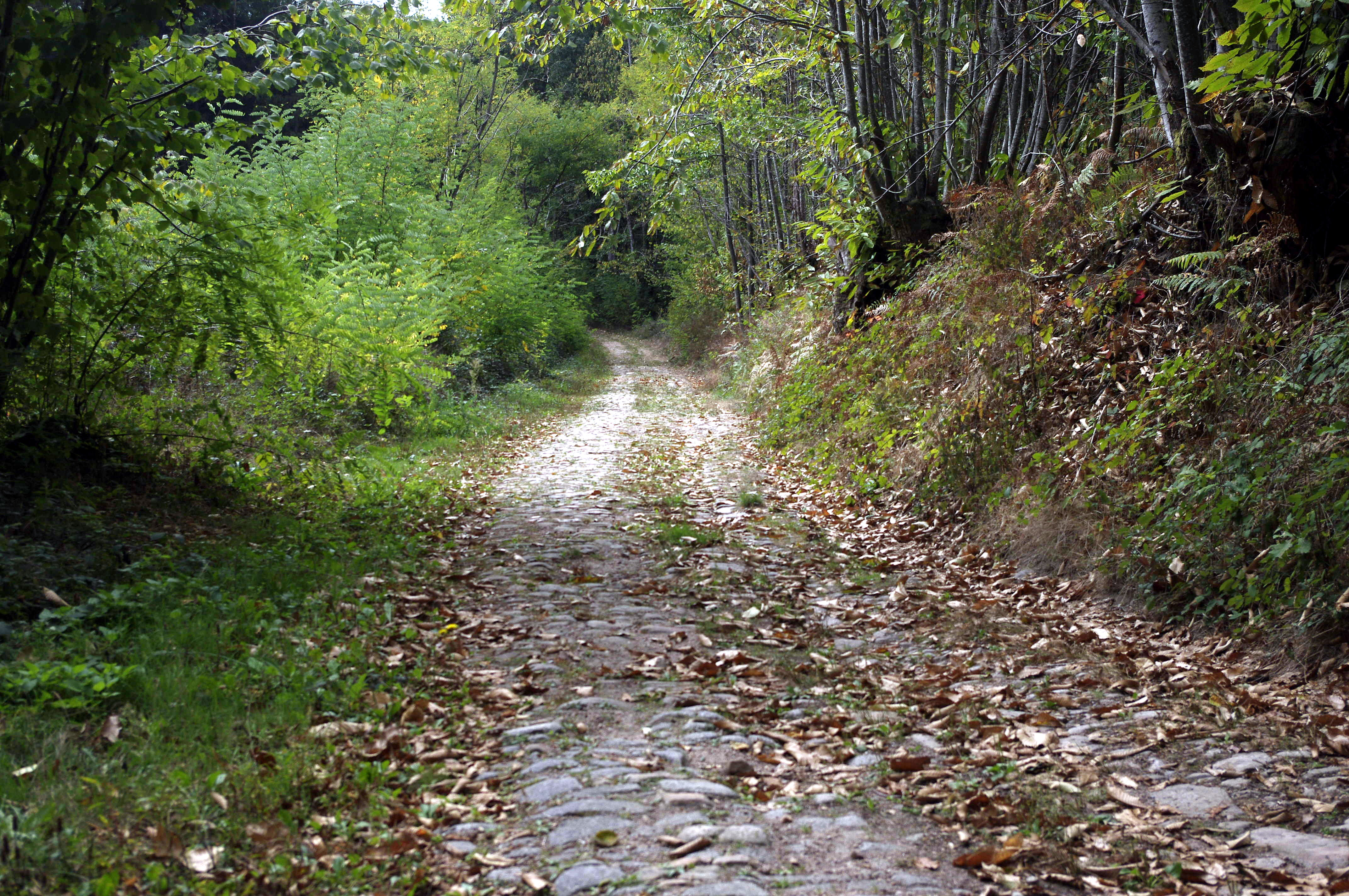
Römerstraße bei Chez Noyer

Erste Siedlungsspuren reichen ins Neolithikum zurück (Funde am Butte du Collège), auch die Eisenzeit ist dokumentiert (Mauerreste bei Puygaud und bei Maine du Bos). In der Nähe des Weilers Chez Noyer kann man noch eine 2 Meter breite, von Gräben begleitete Römerstraße ausmachen, es befand sich hier außerdem einst eine gallorömische Schmiede. Eine weitere Römerstraße, bezeichnet als voie romaine, ist südlich des Ortskerns von Piégut zu sehen.
Im Ortsteil Pluviers wurde im 12. Jahrhundert mit dem Bau einer romanischen Kirche begonnen, der im 15. Jahrhundert und schließlich im 19. Jahrhundert abgeändert wurde.
Auf einer Anhöhe im Granodiorit wurde im 12. Jahrhundert im Ortsteil Piégut eine stark befestigte Burganlage errichtet, die jedoch im Jahr 1199 von Richard Löwenherz zerstört wurde. Von dieser Anlage ist heute neben Mauerresten nur noch der 23 Meter hohe Rundturm erhalten geblieben.
Im 15. Jahrhundert bestand in Piégut die von Limoges abhängige Seigneurie Piégut (Puy-Agu).
Die vormals unabhängigen Gemeinden Piégut und Pluviers fusionierten 1862 zu Piégut-Pluviers.

## Bevölkerungsentwicklung
| Jahr                       | 1962 | 1968 | 1975 | 1982 | 1990 | 1999 | 2010 | 2019 | 2022 |
| Einwohner                  | 1558 | 1545 | 1504 | 1527 | 1471 | 1313 | 1227 | 1179 | 1178 |
| Quellen: Cassini und INSEE |      |      |      |      |      |      |      |      |      |

| Bevölkerungsentwicklung in Piégut-Pluviers | Bevölkerungsentwicklung in Piégut-Pluviers | Bevölkerungsentwicklung in Piégut-Pluviers | Bevölkerungsentwicklung in Piégut-Pluviers |
| ------------------------------------------ | ------------------------------------------ | ------------------------------------------ | ------------------------------------------ |
| Jahr                                       | Einwohner                                  |                                            |                                            |
| 1962                                       | 1558                                       |                                            |                                            |
| 1968                                       | 1545                                       |                                            |                                            |
| 1975                                       | 1504                                       |                                            |                                            |
| 1982                                       | 1527                                       |                                            |                                            |
| 1990                                       | 1471                                       |                                            |                                            |
| 1999                                       | 1313                                       |                                            |                                            |
| 2005                                       | 1215                                       |                                            |                                            |
| 2006                                       | 1208                                       |                                            |                                            |
| 2008                                       | 1216                                       |                                            |                                            |
| 2010                                       | 1227                                       |                                            |                                            |
| 2013                                       | 1226                                       |                                            |                                            |
| 2015                                       | 1182                                       |                                            |                                            |
| 2016                                       | 1174                                       |                                            |                                            |
| 2017                                       | 1166                                       |                                            |                                            |
| 2019                                       | 1179                                       |                                            |                                            |
| 2020                                       | 1187                                       |                                            |                                            |
| 2022                                       | 1178                                       |                                            |                                            |

Die Einwohnerzahl von Piégut-Pluviers ist (im Unterschied zu Frankreich) generell rückläufig.
Bei einer Fläche von 18,11 Quadratkilometer beträgt die Bevölkerungsdichte 64 Einwohner/km² (Stand: 2022).

## Bürgermeister
Bürgermeister von Piégut-Pluviers ist seit September 2016 Alain Marzat, der im Mai 2020 wiedergewählt wurde.

## Präsidentschaftswahlen 2022
| Kandidaten                       | Kandidaten            | Parteien                      | Parteien            | 1. Wahlgang | 1. Wahlgang | 2. Wahlgang | 2. Wahlgang |
| Kandidaten                       | Kandidaten            | Parteien                      | Parteien            | Stimmen     | %           | Stimmen     | %           |
| -------------------------------- | --------------------- | ----------------------------- | ------------------- | ----------- | ----------- | ----------- | ----------- |
|                                  | Emmanuel Macron       | En marche !                   | EM                  | 197         | 28,76 %     | 359         | 57,17 %     |
|                                  | Marine Le Pen         | Front national                | FN                  | 143         | 20,88 %     | 269         | 42,83 %     |
|                                  | Jean-Luc Mélenchon    | Front de gauche               | FDG                 | 134         | 19,56 %     |             |             |
|                                  | Éric Zemmour          | Reconquête                    |                     | 45          | 6,57 %      |             |             |
|                                  | Valérie Pécresse      | Les Républicains              | LR                  | 29          | 4,23 %      |             |             |
|                                  | Jean Lassalle         | Résistons !                   | R                   | 51          | 7,45 %      |             |             |
|                                  | Anne Hidalgo          | Parti socialiste              | PS                  | 16          | 2,34 %      |             |             |
|                                  | Fabien Roussel        | Parti communiste français     | PC                  | 37          | 5,40 %      |             |             |
|                                  | Nicolas Dupont-Aignan | Debout la République          | DLR                 | 8           | 1,17 %      |             |             |
|                                  | Yannick Jadot         | Europe Écologie-Les Verts     | EELV                | 19          | 2,77 %      |             |             |
|                                  | Nathalie Arthaud      | Lutte Ouvrière                | LO                  | 2           | 0,29 %      |             |             |
|                                  | Philippe Poutou       | Nouveau Parti anticapitaliste | NPA                 | 4           | 0,58 %      |             |             |
|                                  |                       |                               |                     |             |             |             |             |
| Gesamt                           | Gesamt                | Gesamt                        | Gesamt              | 685         | 100 %       | 628         | 100 %       |
|                                  |                       |                               |                     |             |             |             |             |
| Gültige Stimmen                  | Gültige Stimmen       | Gültige Stimmen               | Gültige Stimmen     | 685         | 97,44 %     | 628         | 90,88 %     |
| Ungültige Stimmen                | Ungültige Stimmen     | Ungültige Stimmen             | Ungültige Stimmen   | 18          | 2,56 %      | 63          | 9,12 %      |
| Wahlbeteiligung                  | Wahlbeteiligung       | Wahlbeteiligung               | Wahlbeteiligung     | 703         | 77,17 %     | 691         | 75,93 %     |
| Enthaltungen                     | Enthaltungen          | Enthaltungen                  | Enthaltungen        | 208         | 22,83 %     | 219         | 24,07 %     |
| Registrierte Wähler              | Registrierte Wähler   | Registrierte Wähler           | Registrierte Wähler | 911         |             | 910         |             |
|                                  |                       |                               |                     |             |             |             |             |
| Quelle: Ministère de l'Intérieur |                       |                               |                     |             |             |             |             |

Die Präsidentschaftswahlen 2022 in Piégut-Pluviers konnte Emmanuel Macron für sich entscheiden.

## Ökonomie

### Beschäftigung
Im Jahr 2015 betrug die erwerbsfähige Bevölkerung zwischen 15 und 64 Jahren 427 Personen; dies entspricht 36,1 % der Gesamtbevölkerung. Die Zahl der Arbeitslosen ist seit 2010 von 46 auf 61 angestiegen, die Arbeitslosenquote beläuft sich somit jetzt auf 14,3 %.

### Unternehmen
Am 31. Dezember 2015 waren in der Gemeinde Piégut-Pluviers 158 Unternehmen ansässig, davon 97 im Sektor Handel, Transport und Dienstleistungen, 23 im Baugewerbe, 20 im Sektor Verwaltung, Bildung, Gesundheit und Soziales, 16 in der Industrie und 2 im Sektor Landwirtschaft, Forsten und Fischerei.

## Sehenswürdigkeiten
- Der Turm von Piégut, ein aus örtlichem Granodiorit erbauter, runder Donjon, Teil einer Befestigungsanlage, die im Jahr 1199 von Richard Löwenherz zerstört wurde. Der Turm blieb jedoch erhalten.
- Die romanische Kirche Saint-Étienne in Pluviers aus dem 12. Jahrhundert
- Die Kirche Notre-Dame-de-la-Nativité in Piégut

## Veranstaltungen
Jeden Mittwochvormittag findet seit 1642 in Piégut-Pluviers ein regional bedeutender Wochenmarkt statt.
Am 30. Juni und am 1. Juli 2012 wurde in Piégut-Pluviers die 93. Félibrée abgehalten, das große Volksfest Okzitaniens, das einmal im Jahr zu Beginn des Sommers in einer Gemeinde der Dordogne stattfindet.

## Persönlichkeiten
- Pierre-Philippe Niocel (1833–1909), Mathematiker und Pädagoge

## Photogalerie

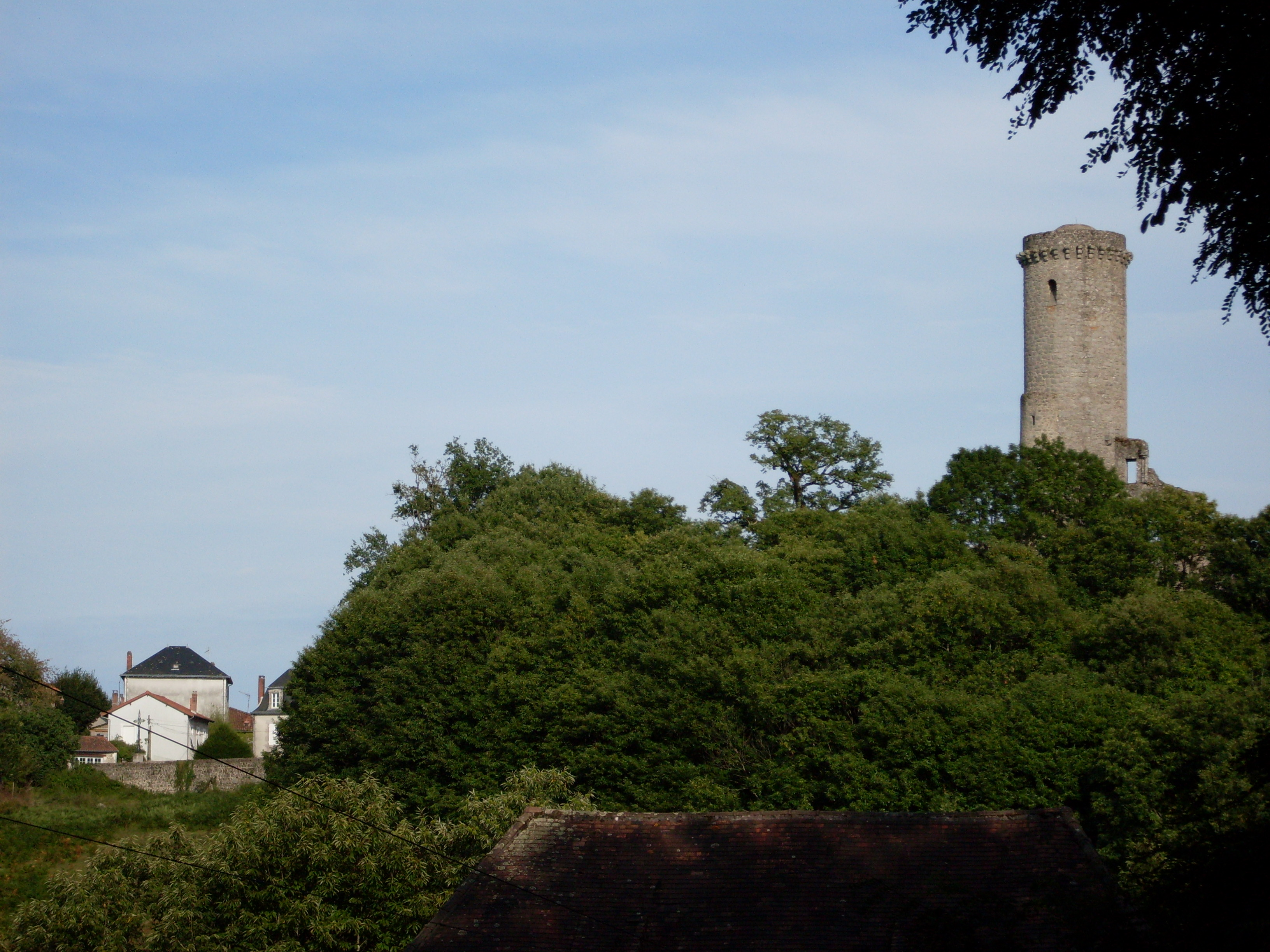
Der Turm von Piégut
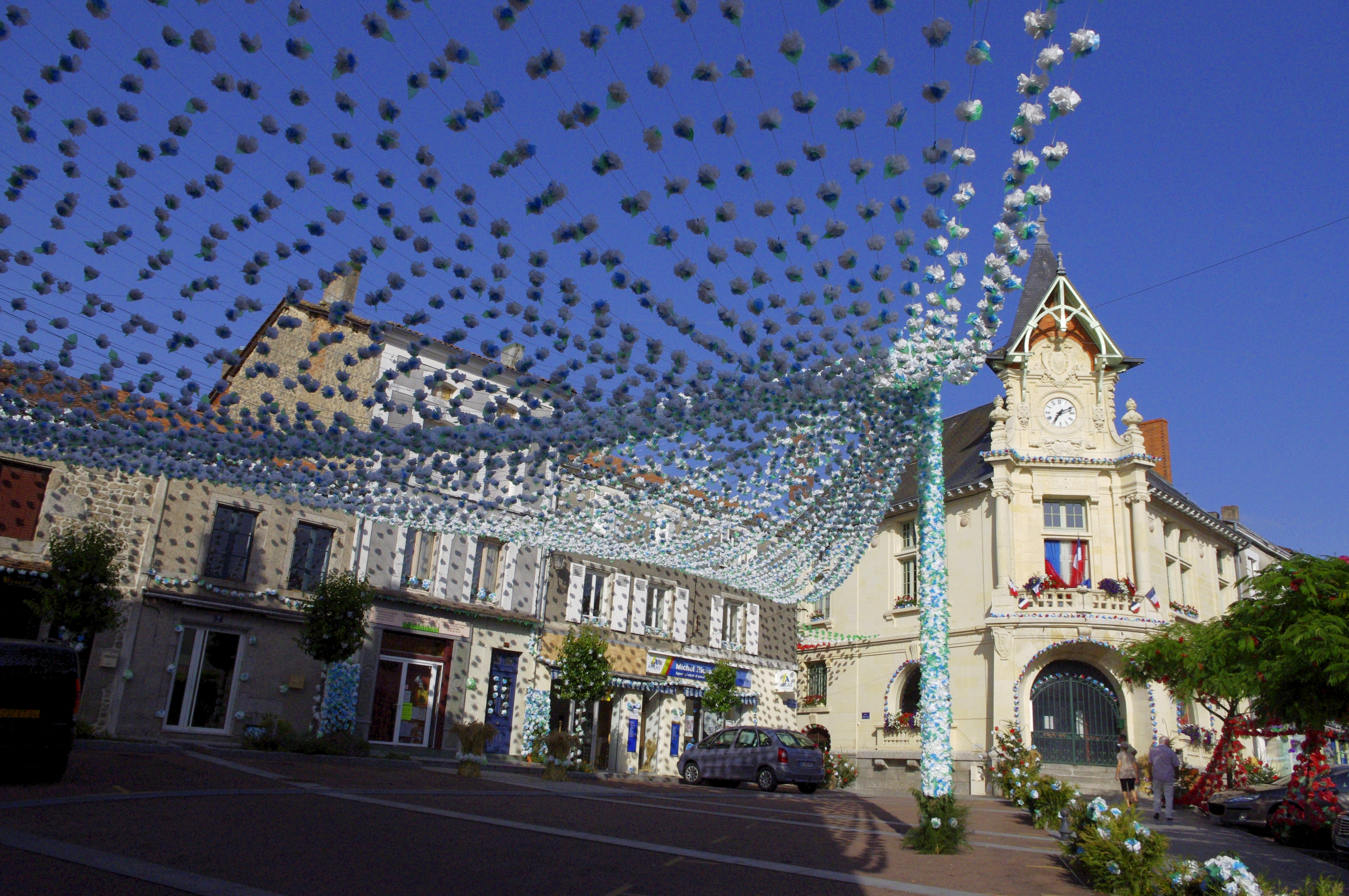
Die Félibrée in Piégut-Pluviers
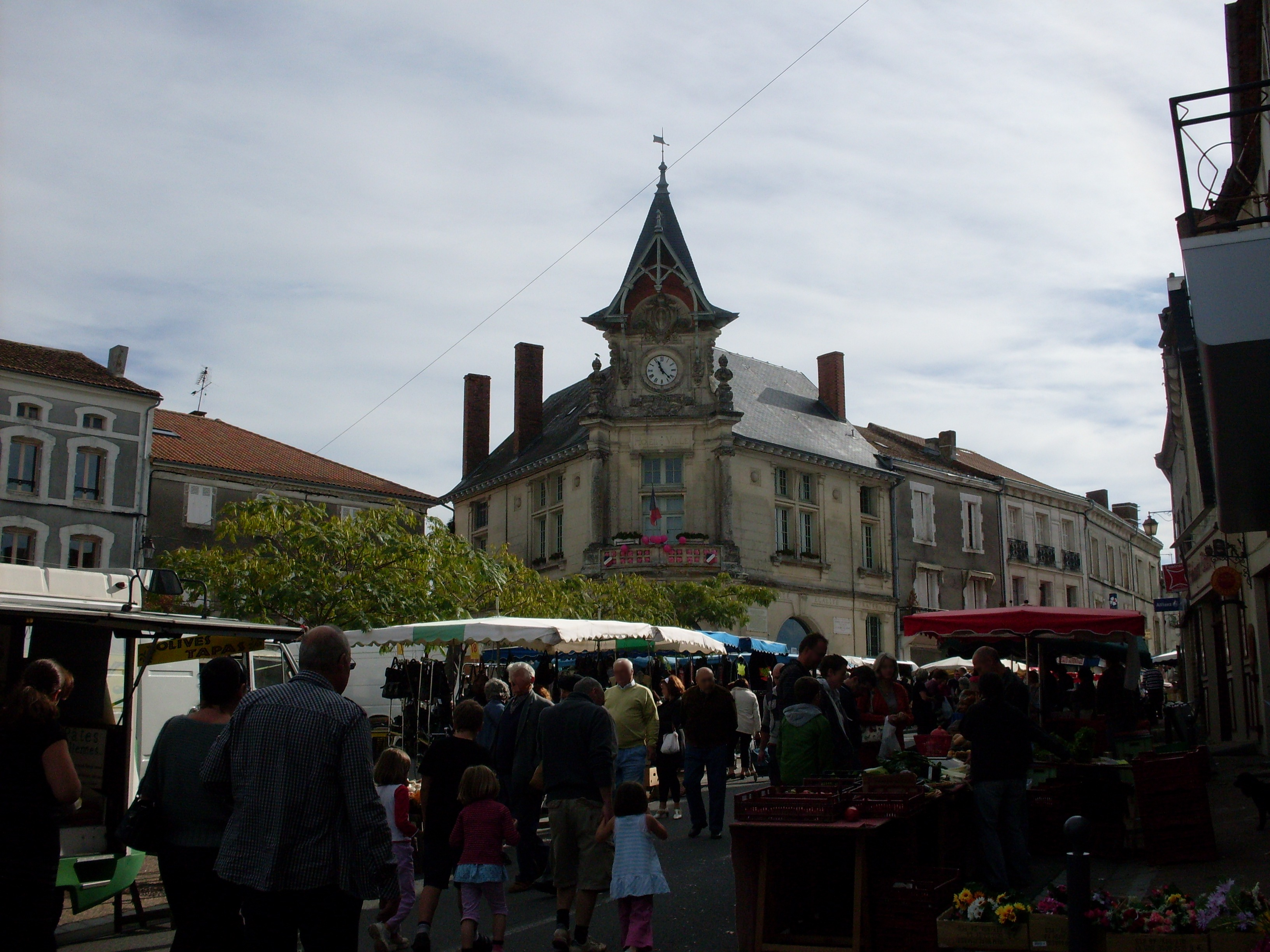
Wochenmarkt vor der Mairie
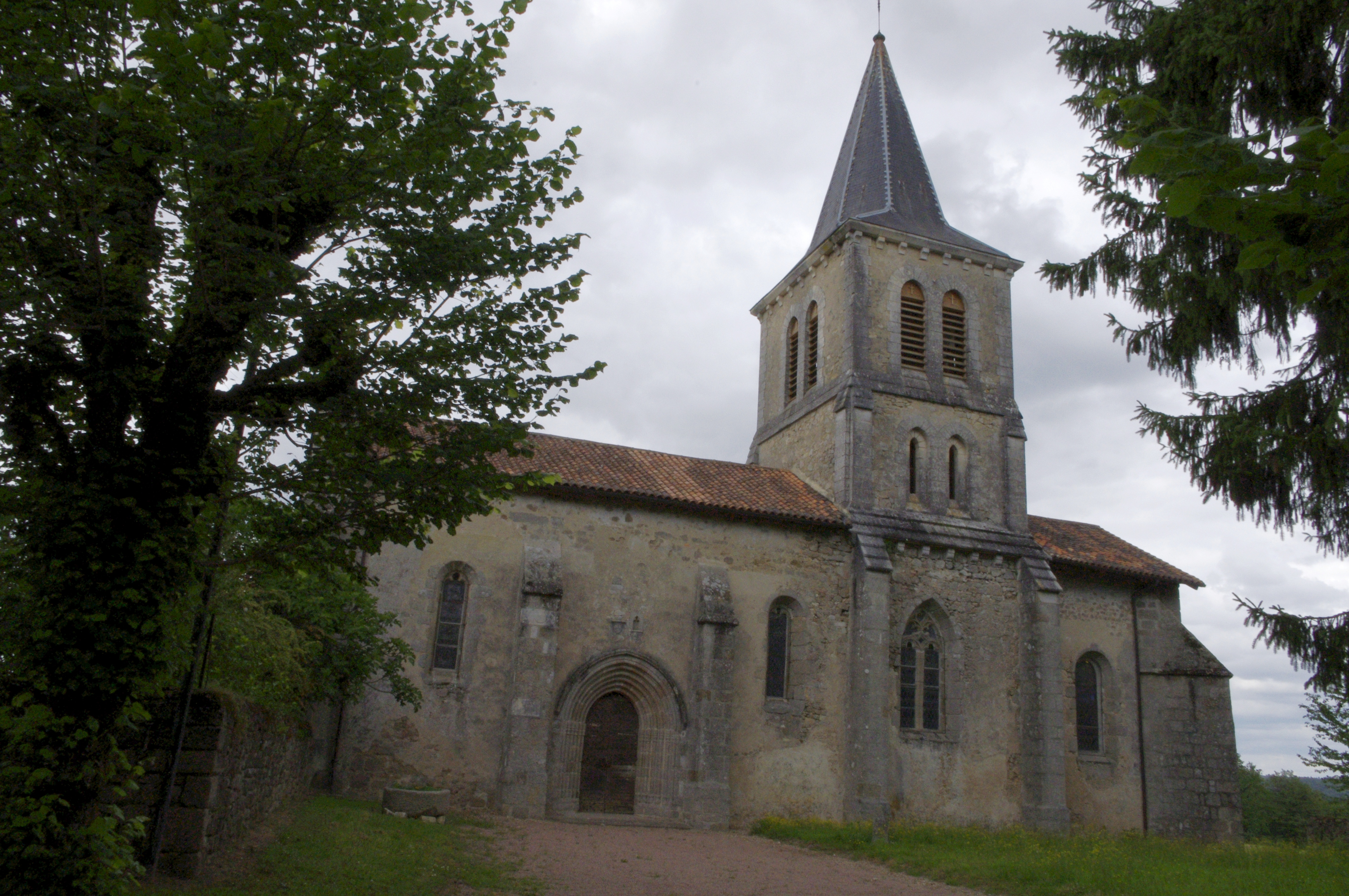
Die Kirche Saint-Étienne von Pluviers
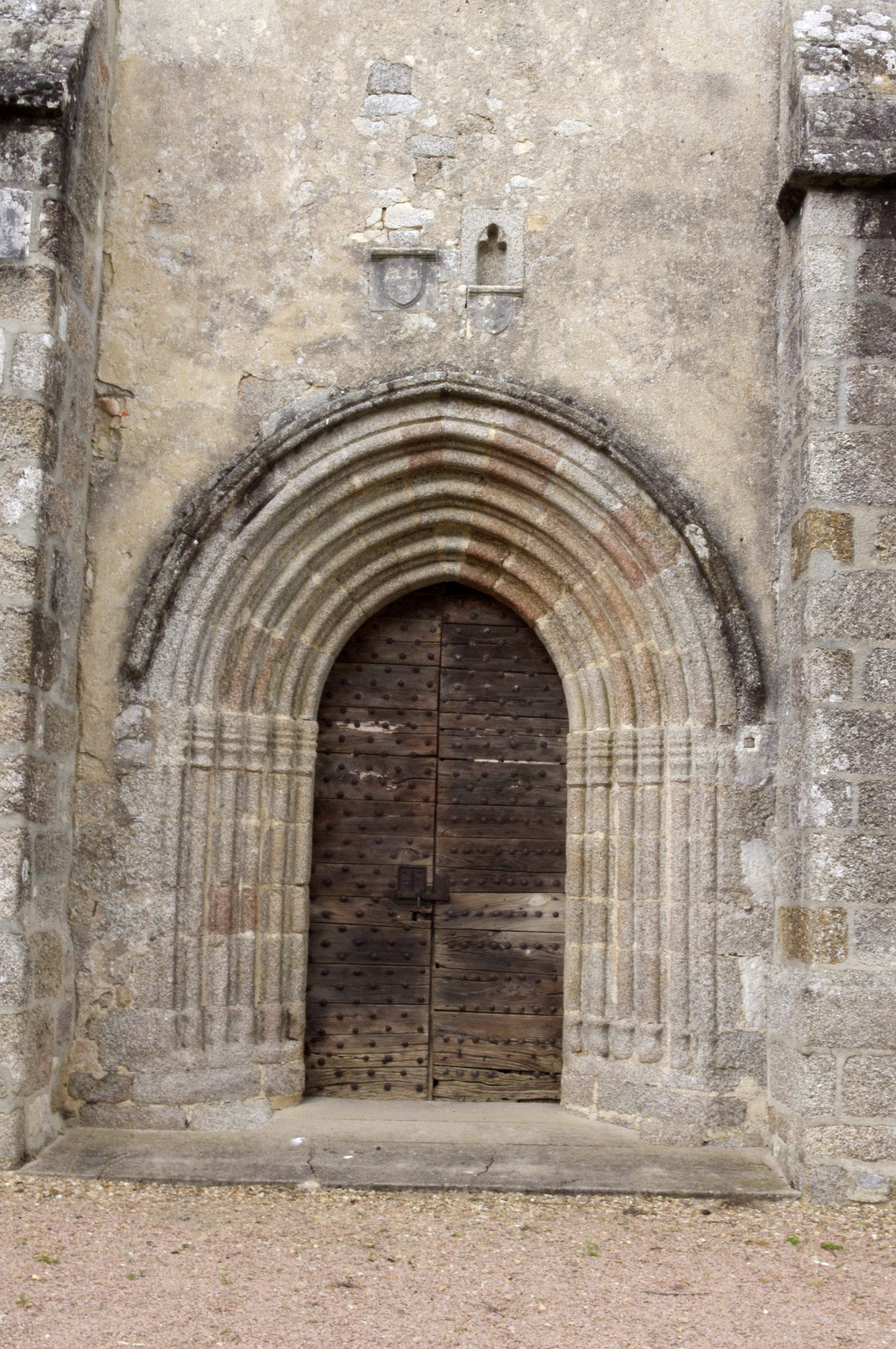
Eingangsportal von Saint-Étienne
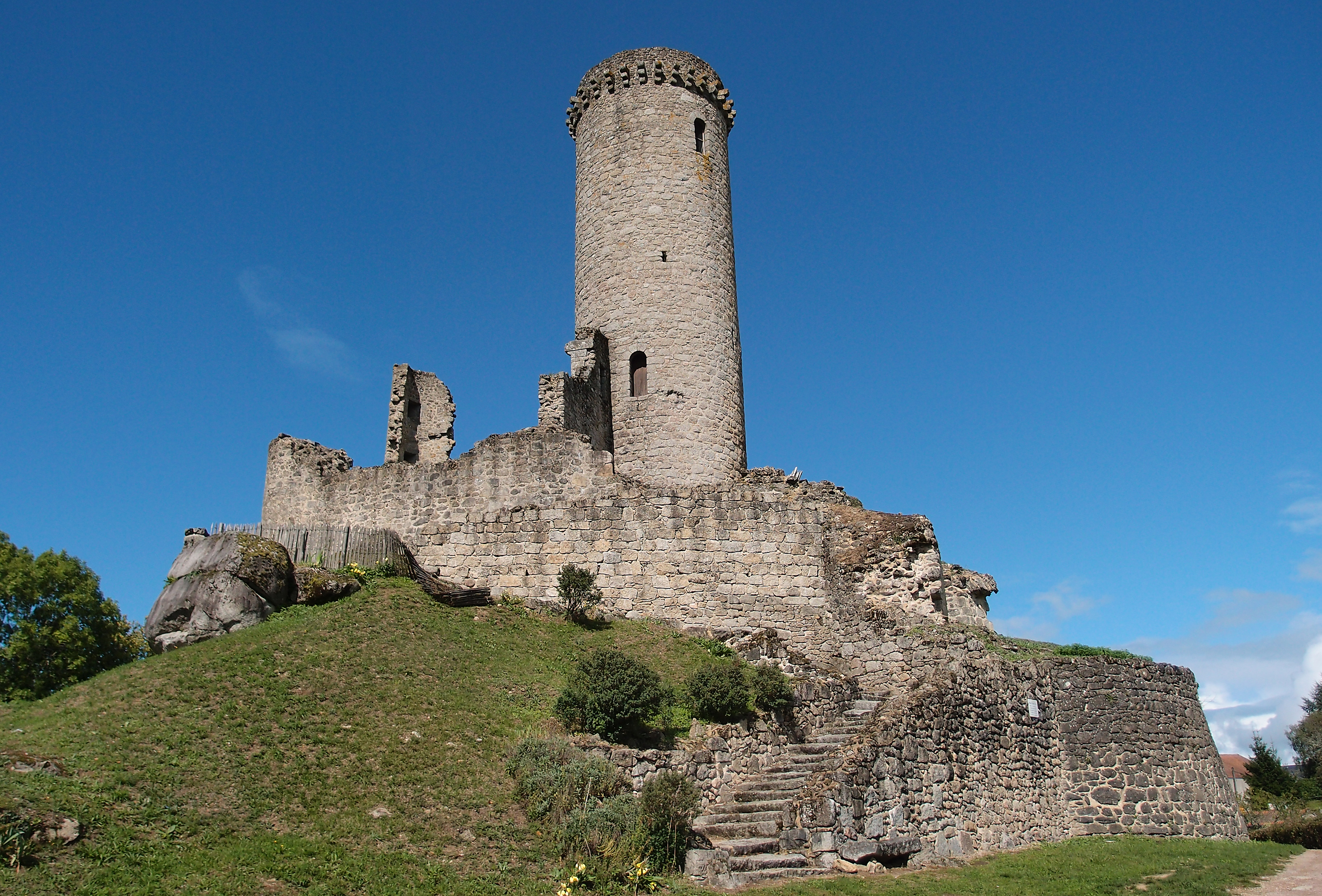
Der Turm von Piégut
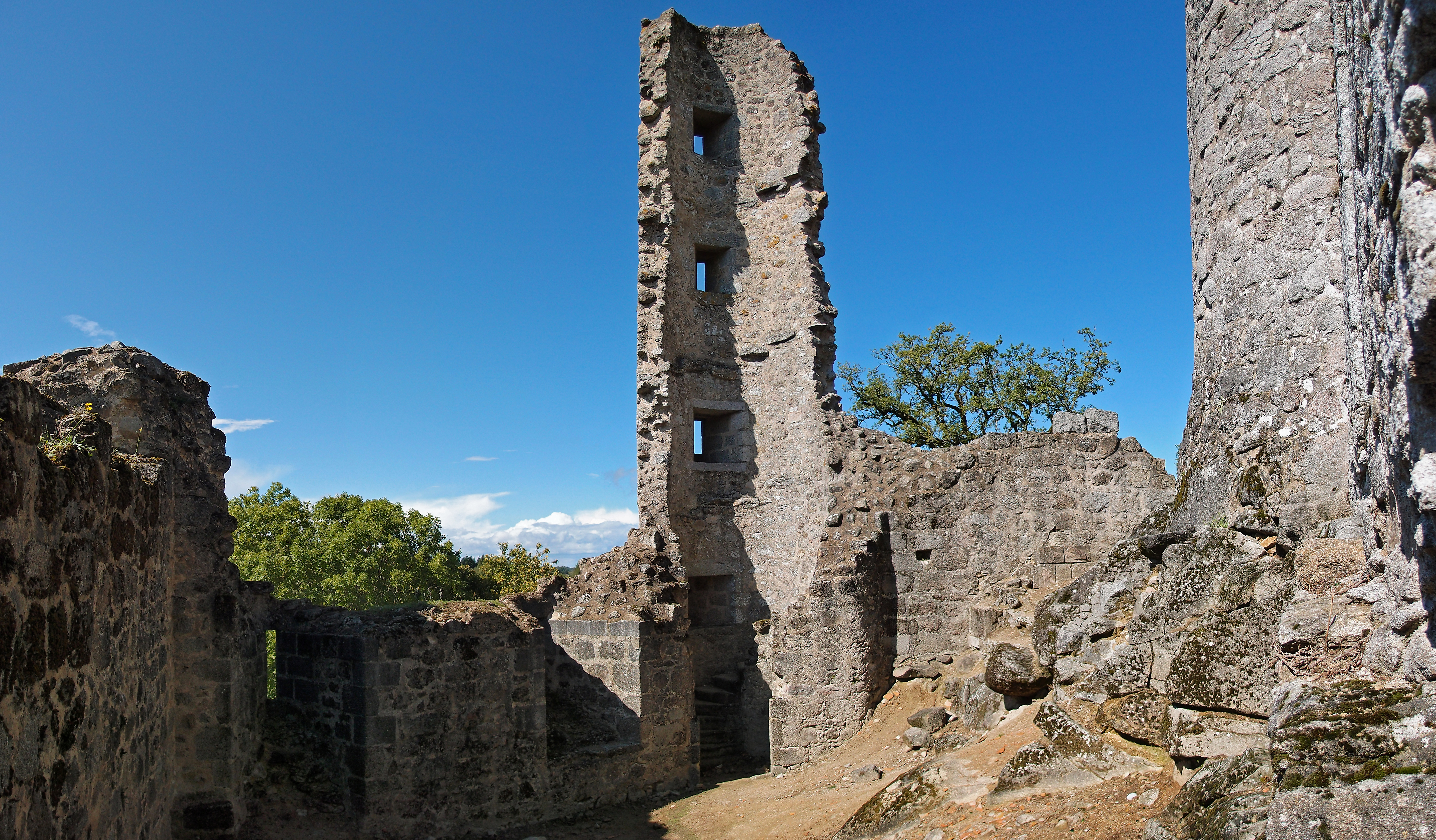
Die Befestigungsanlage von Innen
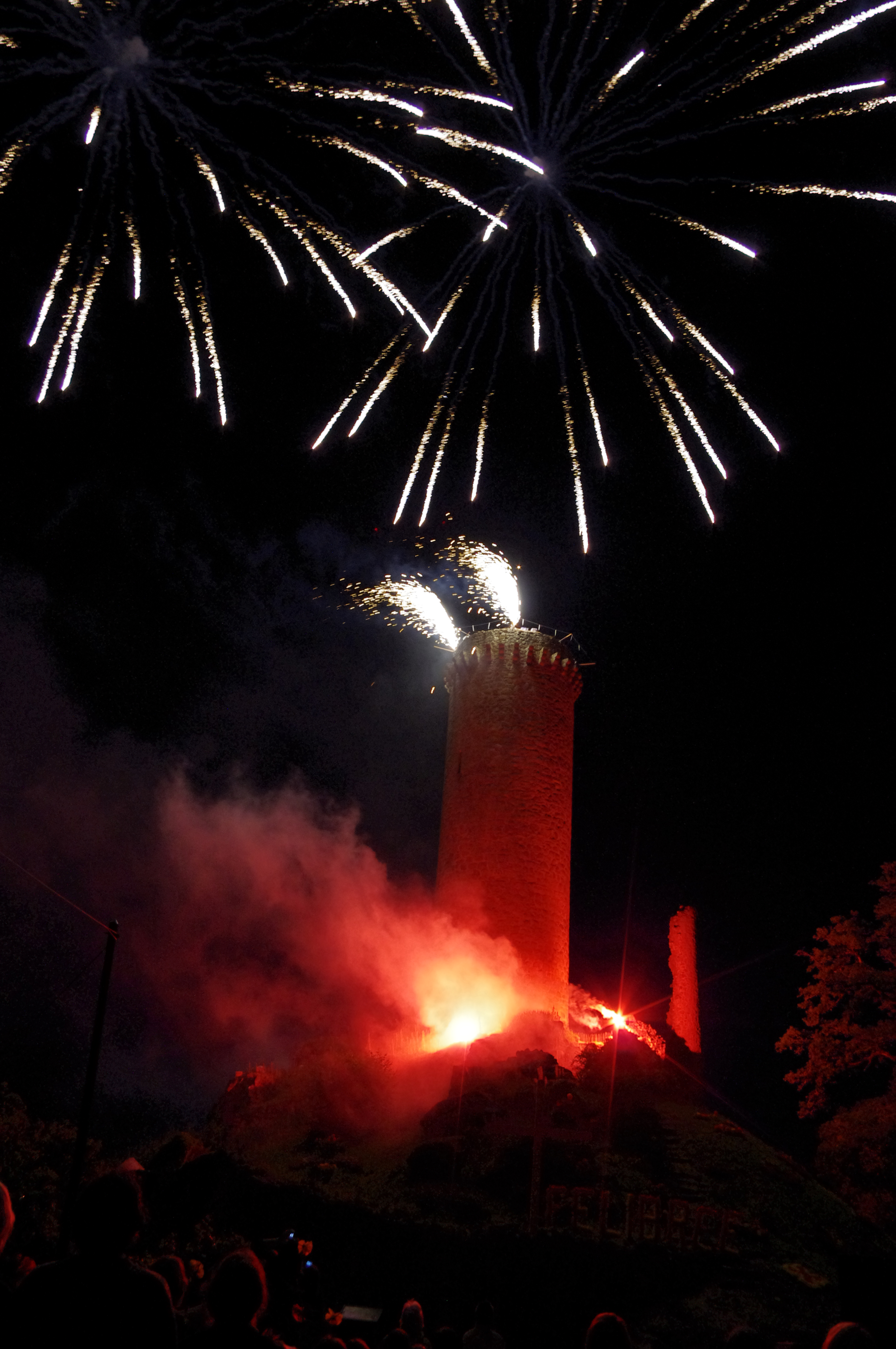
Feuerwerk am Turm von Piégut
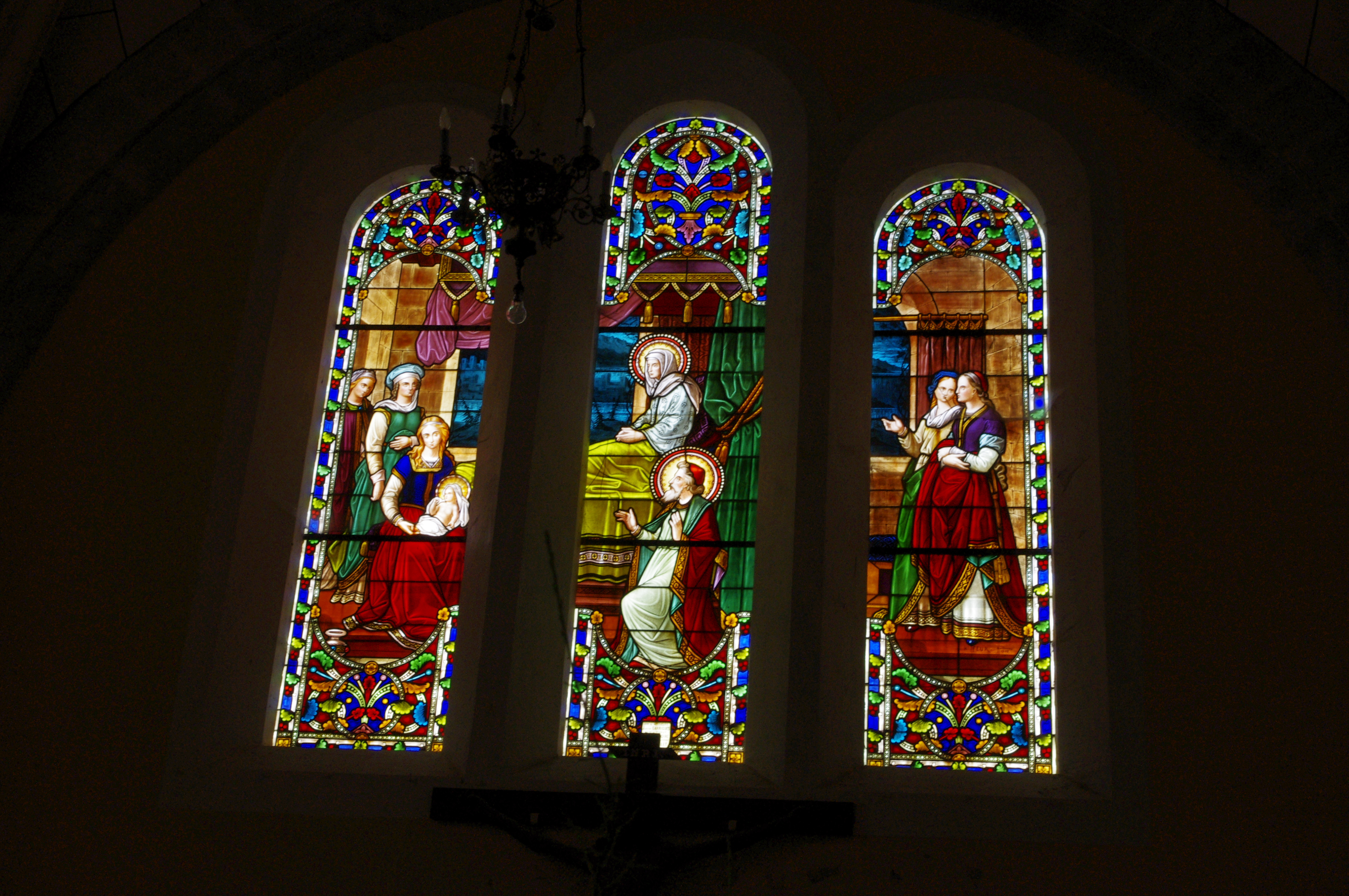
Buntglasfenster in Notre-Dame-de-la-Nativité
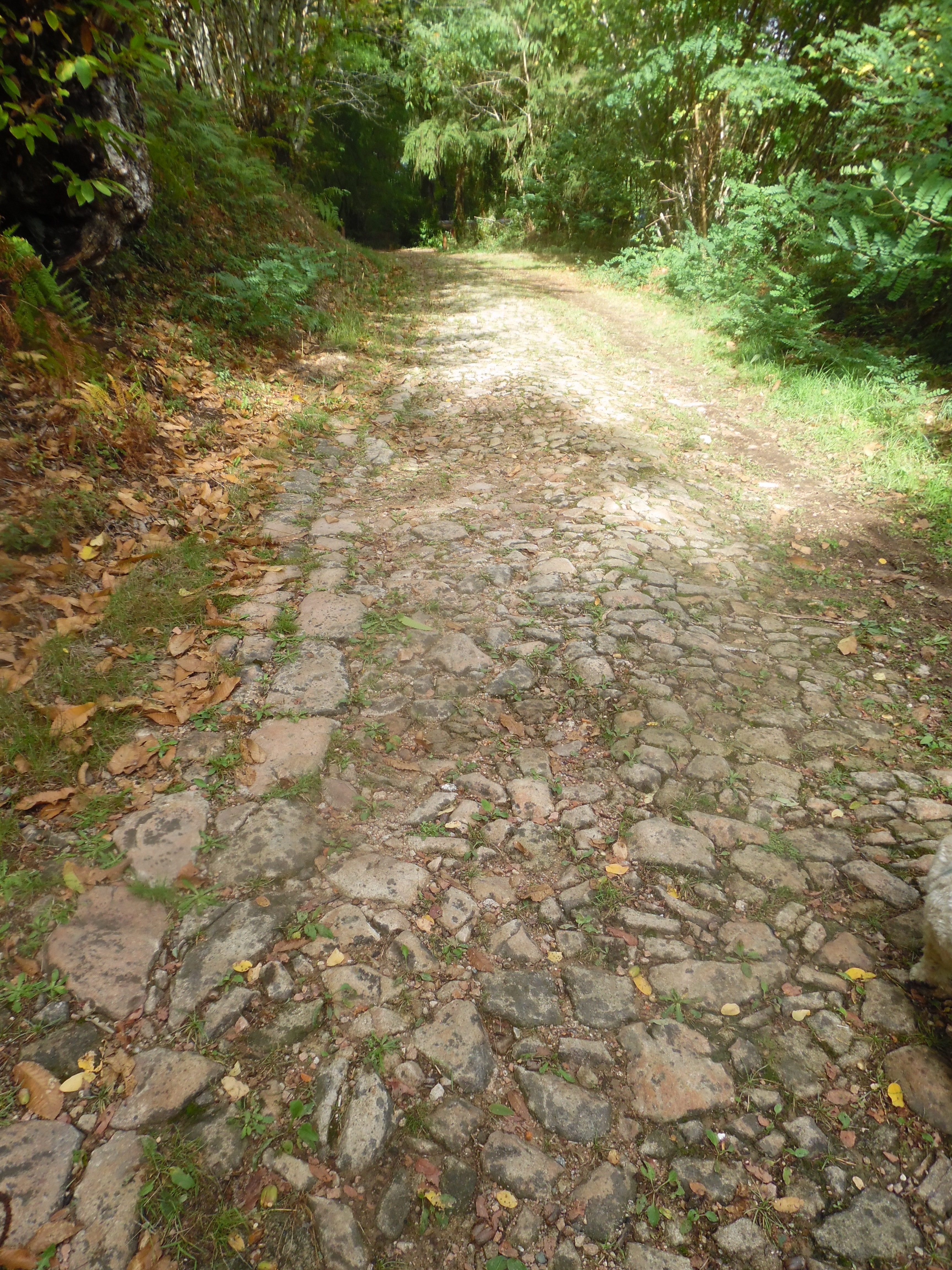
Römerstraße voie romaine südlich von Piégut
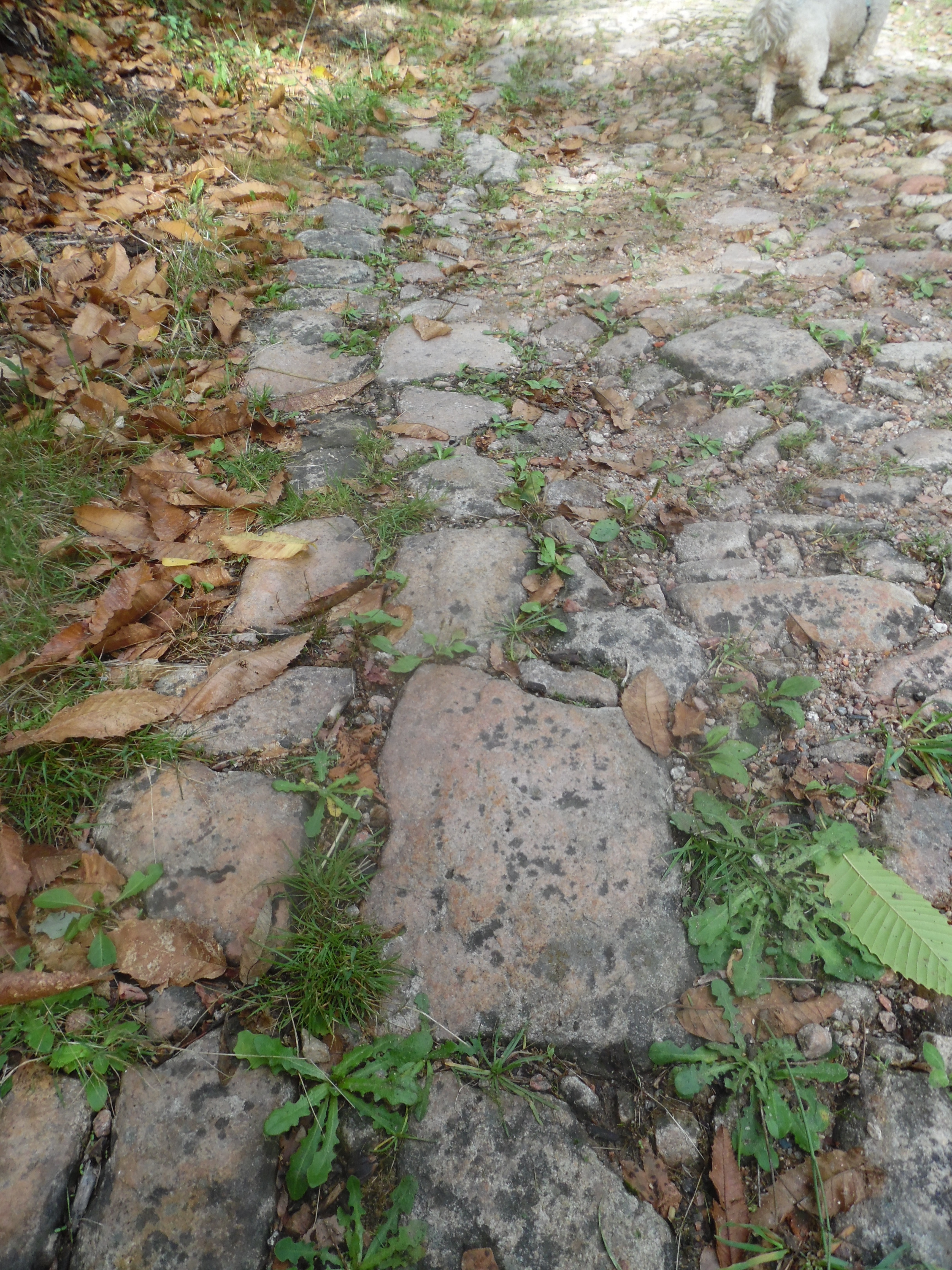
Nahansicht der Römerstraße
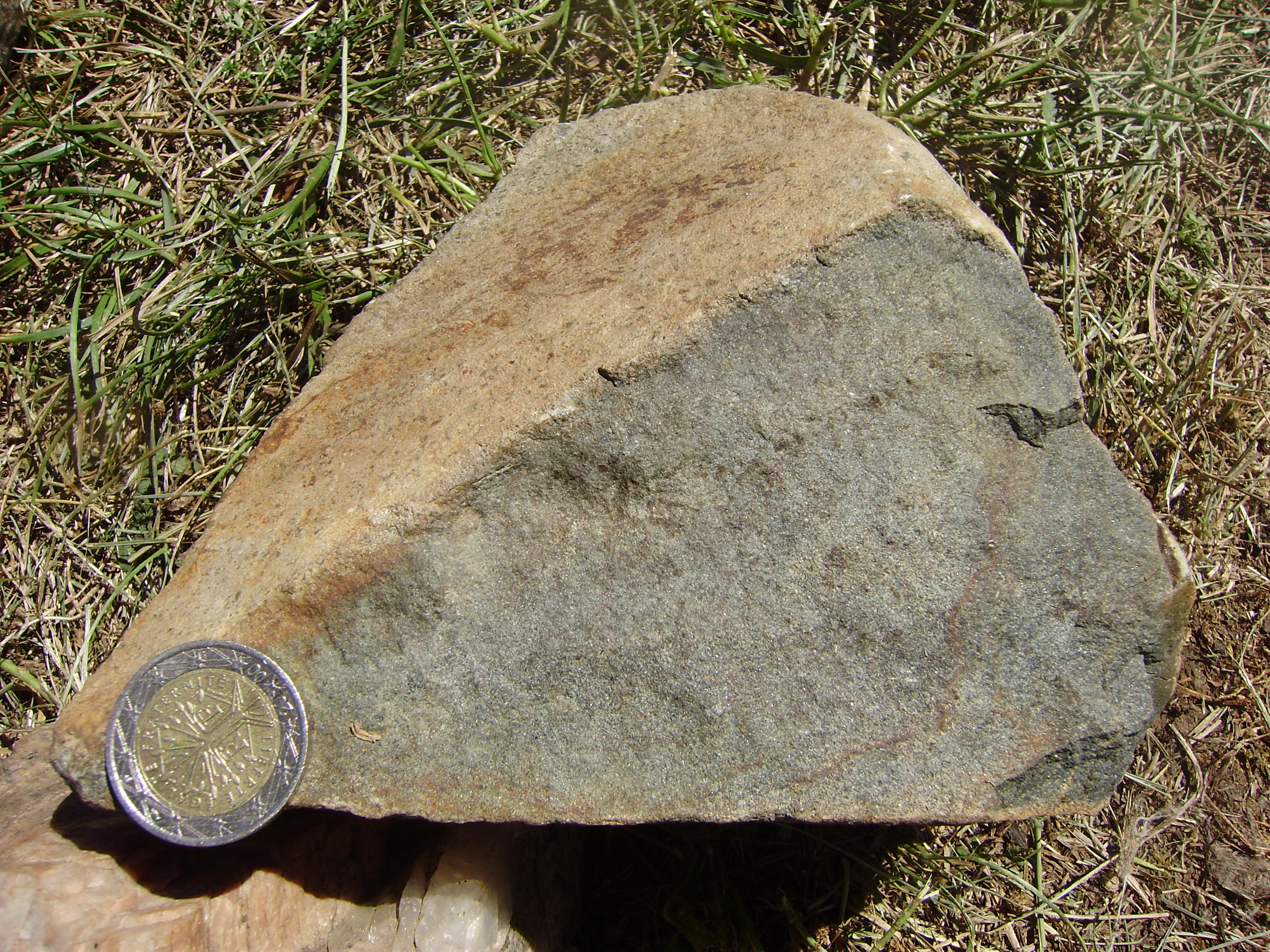
Lamprophyr vom Steinbruch westlich von Piégut
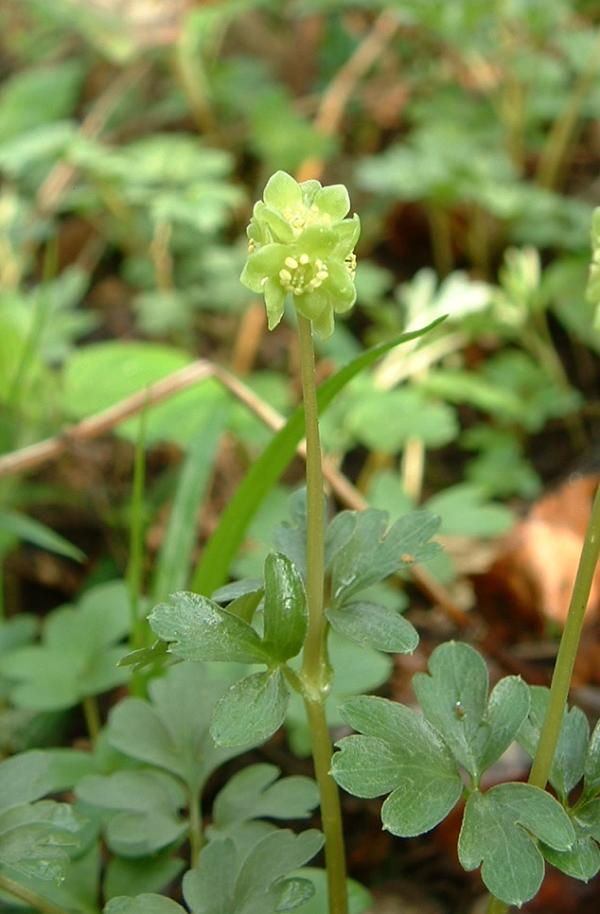
Moschuskraut Adoxa moschatellina